# Gare du Cros-de-Cagnes
Gare du Cros-de-Cagnes – stacja kolejowa w Cagnes-sur-Mer, w departamencie Alpy Nadmorskie, w regionie Prowansja-Alpy-Lazurowe Wybrzeże, we Francji.
Jest stacją Société nationale des chemins de fer français (SNCF), obsługiwaną przez pociągi TER Provence-Alpes-Côte d’Azur.